# Djo – Deutsche Jugend in Europa
Die djo – Deutsche Jugend in Europa (djo, Abk.: „Deutsche Jugend des Ostens“) ist ein deutscher Jugendverband mit Sitz in Berlin. Schwerpunkt der Verbandstätigkeit liegt im Bereich der kulturellen, politischen, internationalen und integrativen Jugendarbeit. Seit 2000 hat er sich zu einem Dachverband für Migrantenjugendverbände entwickelt.

## Ziele
Der Verband ist ein überparteilicher und überkonfessioneller Jugendverband, mit Schwerpunkt auf kulturelle Kinder- und Jugendarbeit, mit dem Ziel der gleichberechtigten Anerkennung und Teilhabe der Migrantenjugendverbände und -selbstorganisationen (MJSO). Weitere Schwerpunkte sind der Einsatz für die weltweite Ächtung von Vertreibungen und das Engagement für die sozialen, politischen und kulturellen Rechte von Migranten, Flüchtlingen und Vertriebenen.
Die Verbandsarbeit soll dazu beitragen, Kinder und Jugendliche zu kritikfähigen, verantwortungsbewussten und Verantwortung übernehmenden Menschen unserer Gesellschaft zu erziehen. Die djo – Deutsche Jugend in Europa bietet Kindern und Jugendlichen Werteorientierung.
Der Verband bekennt sich zum Zusammenschluss Europas auf föderativer Grundlage und setzt sich für die Schaffung eines geeinten, demokratischen Europas ein, in dem der trennende Charakter von Grenzen überwunden ist. Ihr Anliegen ist dabei, junge Menschen zu Brückenbauern werden zu lassen, um gegenseitiges Kennenlernen zu ermöglichen und zu fördern, um unterschiedliche Wertvorstellungen zu akzeptieren, um gegenseitige Hilfe zu leisten sowie Toleranz und Partnerschaft mit Menschen unterschiedlichster ethnischer, religiöser, sozialer, wirtschaftlicher und weltanschaulicher Herkunft zu fördern.

## Aufbau
Die djo – Deutsche Jugend in Europa ist der Dachverband ihrer aktuell 12 Landesverbände sowie von zehn landsmannschaftlichen Bundesgruppen und Migrantenjugendselbstorganisationen (MJSO), die sich als djo-Bundesgruppen verstehen.
Derzeit sind folgende Bundesgruppen Mitglied in der djo – Deutsche Jugend in Europa:
- Amaro Drom
- Jugendverband der Armenier in Deutschland (ARI)
- Assyrischer Jugendverband Mitteleuropa (AJM)
- Deutsche Banater Jugend- und Trachtengruppen (DBJT)
- Deutschbaltischer Jugend- und Studentenring (DbJuStR)
- Verband für interkulturelle Kinder- und Jugendarbeit (KRUGI)
- Verband der russischsprachigen Jugend in Deutschland (JunOst)
- Kurdischer Kinder- und Jugendverband (KOMCIWAN)
- Siebenbürgisch-Sächsische Jugend in Deutschland (SJD)
- Sudetendeutsche Jugend – Jugend für Mitteleuropa (SdJ)

Neben den üblichen Aufgaben eines Dachverbandes ist die djo – Deutsche Jugend in Europa als ein Netzwerk zu verstehen, das eine enge Kooperation der Migrantenjugendselbstorganisationen untereinander sowie mit den djo-Gliederungen herstellt und fördert.
Die djo – Deutsche Jugend in Europa arbeitet unter anderem in der Gesellschaft für bedrohte Völker, der Deutschen Stiftung für UNO-Flüchtlingshilfe, in der Forschungsgesellschaft für das Weltflüchtlingsproblem (AWR), im Deutschen Bundesjugendring und in der European Folk Culture Organisation (EFCO), die unter Federführung der djo – Deutsche Jugend in Europa gegründet wurde, mit.

## Geschichte
Die djo – Deutsche Jugend in Europa wurde am 8. April 1951 auf Burg Ludwigstein als Deutsche Jugend des Ostens als Jugendorganisation junger Heimatvertriebener gegründet. Ziel war es, deren Eingliederung in die Nachkriegsgesellschaft zu erleichtern. Zur DJO gehörten zu dieser Zeit auch landsmannschaftliche Gruppen, die sich einem bestimmten Herkunftsgebiet in Mittel-, Ost- und Süd-Ost-Europa verbunden fühlten. Sie verstand sich als „völkischer Jugendbund“, der „den Willen und die Bereitschaft zur Wiederbesiedlung des Ostraumes in der gesamten deutschen Jugend wecken und lebendig erhalten“ wolle.
In den 1970er Jahren änderte sich der Zugang der Mitglieder zu Osteuropa. Die in der djo organisierten Kinder und Jugendlichen hatten selbst keine Flucht oder Vertreibung erfahren, sondern waren in Westdeutschland groß geworden. In diesem Zusammenhang gab sich die Deutsche Jugend des Ostens im Jahr 1974 den neuen Namen djo – Deutsche Jugend in Europa – die Buchstaben djo wurden als Zeichen für die Herkunft des Verbandes bis heute beibehalten.
1990 schlossen sich die sechs Landesverbände des Jugendbund Deutscher Regenbogen, ein 1989 in der politischen Wendezeit in der DDR gegründeter Jugendverband, der der vormaligen Blockpartei NDPD nahestand, der djo – Deutsche Jugend in Europa an.
Seit der Öffnung für Migrantenselbstorganisationen im Jahr 2000 auf Bundesebene hat sich die djo – Deutsche Jugend in Europa zu einem Dachverband für Migrantenjugendverbände entwickelt. Sie setzt sich für eine gleichberechtigte Anerkennung und Teilhabe der Migrantenjugendverbände und Migrantenselbstorganisationen ein.
Seit Beschluss des 55. djo-Bundesjugendtages im März 2010 gibt es ein neues Grundsatzprogramm der djo – Deutsche Jugend in Europa, welches sich djo-Leitfaden nennt. Dieses Grundsatzprogramm beschreibt die Vielfalt des Verbandes, seine Ziele und seine Tätigkeitsfelder.